# Jarosław Żyro
Jarosław Żyro (ur. 16 kwietnia 1971) – polski sędzia piłkarski, I-ligowy (Kujawsko-Pomorski Związek Piłki Nożnej). 
Sędziuje od sezonu 1997/1998, w I lidze od sezonu 2002/2003. Był nauczycielem wychowania fizycznego w szkole podstawowej oraz gimnazjum w podbydgoskiej Brzozie, a także pierwszym dyrektorem gimnazjum w Brzozie.
W związku z umieszczeniem przez Przegląd Sportowy jego nazwiska na tzw. "liście Fryzjera", 7 września 2006 roku Wydział Dyscypliny Polskiego Związku Piłki Nożnej zapoznał się z wyjaśnieniami arbitrów, m.in. Jarosława Żyry, oraz nakazał im podjęcie działań prawnych, prowadzących do oczyszczenia się z oskarżeń w związku z publikacją. W przypadku nie przedstawienia w określonym terminie kopii pozwu do sądu przeciwko redakcji Przeglądu Sportowego, Wydział Dyscypliny miał podjąć decyzje o zawieszeniu sędziów w prawach do pełnienia wykonywanej funkcji.
26 września 2007 roku Jarosław Żyro musiał uciekać przed kibicami Jezioraka Iława, po meczu Pucharu Polski z Groclinem Dyskobolią Grodzisk Wielkopolski. Wściekłość kibiców wywołało pokazanie przez sędziego czterech czerwonych kartek zawodnikom gospodarzy i nazwanie ich "wieśniakami".
8 grudnia 2008 roku Jarosław Żyro został zatrzymany przez Prokuraturę Apelacyjną we Wrocławiu, która postawiła mu 10 zarzutów, w tym korupcji i brania udziału w zorganizowanej grupie przestępczej.
21 marca 2013 roku Komisja Dyscyplinarna Polskiego Związku Piłki Nożnej ukarała go 10-letnią dyskwalifikacją.